# شربان یونسکو
شربان یونسکو (رومانیایی: Șerban Ionescu؛ ‏ تلفظ رومانیایی: [ʃerˈban joˈnesku]؛ ‏ ۲۳ سپتامبر ۱۹۵۰ – ۲۱ نوامبر ۲۰۱۲) بازیگر اهل رومانی بود. وی بین سال‌های ۱۹۷۹ تا ۲۰۰۹ میلادی فعالیت می‌کرد.
از فیلم‌هایی که وی در آن‌ها نقش داشته‌است، می‌توان به میرچا، نفرین زمین، نفرین عشق، خیلی دیر و تلهٔ مزدوران اشاره نمود.